# Александр Крайчев
Александр Крайчев (28 жовтня 1951) — болгарський важкоатлет.
Срібний призер Олімпійських Ігор 1972 heavyweight року.